# Green Mountain Boys

Drapeau des Green Mountain Boys.

Les Green Mountain Boys sont une compagnie de milice formée dans les années 1760 dans la région située entre les provinces britanniques du New Hampshire et de New York, formant l'actuel État du Vermont, aux États-Unis. 
Dirigée par Ethan Allen et des membres de sa famille élargie, elle a contribué à résister aux tentatives de New York de contrôler le territoire, sur lequel elle avait obtenu un contrôle de jure dans un différend territorial avec le New Hampshire.

## Conflit entre les colonies
Entre les années 1760 et la guerre d’indépendance, ils intimidèrent et chassèrent de leur terre des colons à l'ouest du fleuve Connecticut revendiqué par l'État de New York. Benning Wentworth, gouverneur du New Hampshire, fait cadastrer le territoire allant jusqu'à la rive est du lac Champlain. Il succède à son père en 1741 puis lance en 1749, une politique d'annexion des territoires situés au nord dans le futur État du Vermont. Deux colonies ont donc concédé des terres aux colons américains, ce qui fut à l'origine du conflit, le fort Massachusetts fut construit en 1745 à quelques dizaines de kilomètres d'Albany sur ordre de Benning Wentworth sur un territoire revendiqué par la province de New York au sud de Bennington.

## Guerre d'indépendance américaine
Certaines actions ont servi dans la guerre d'indépendance américaine, notamment lorsque les Green Mountain Boys dirigés par Ethan Allen ont capturé le fort Ticonderoga sur le lac Champlain le 10 mai 1775 et envahit le Canada plus tard en 1775. Au début de juin 1775, Ethan Allen et son subordonné d'alors, Seth Warner, incitèrent le Congrès continental de Philadelphie à créer un régiment de rangers de l'Armée continentale des subventions du New Hampshire. N'ayant pas de trésorerie, le Congrès ordonna que le Congrès révolutionnaire de New York paye le nouveau régiment autorisé. En juillet 1775, la milice d'Allen se voit accorder le soutien du Congrès révolutionnaire de New York.
Les Green Mountain Boys se sont dissous plus d’un an avant que le Vermont ne déclare son indépendance de la Grande-Bretagne en 1777 « en tant que juridiction ou État séparé, libre et indépendant ».
Menés par Ethan Allen et Ira Allen, ils jouent un rôle déterminant dans la résistance à la mainmise de New York sur la région ainsi que dans la guerre d'indépendance américaine. Ils se sont notamment distingués en capturant Fort Ticonderoga et lors de l'invasion du Québec en 1775, puis aux batailles de Hubbardton et Bennington en 1777.
C'est aujourd'hui le nom informel de la Garde nationale du Vermont.